# 张闻天
张闻天（1900年8月30日—1976年7月1日），原名张应皋（也作张荫皋），字闻天，曾經长期使用化名洛甫，江苏省南汇县（今属上海市浦东新区）人，中国共产党、中华人民共和国政治人物，原副国级领导人。曾任中国共产党中央委员会总书记。中华人民共和国官方对其评价为：杰出的无产阶级革命家和理论家、忠诚的马克思主义者、中国共产党早期重要领导人。
张闻天1925年加入中国共产党，同年前往苏联，先后在莫斯科中山大学、红色教授学院学习、任教，是当时在莫斯科中山大学的二十八个半布尔什维克之一。张闻天1930年回国，抵达上海，担任中共中央政治局委员、中共中央书记处书记，1933年1月到达中央革命根据地瑞金。遵义会议后，张闻天被推举为中国共产党中央委员会总书记。到达陕北之后，随着毛泽东权力的扩大，张闻天的地位逐渐下降。中国抗日战争期间，张闻天任中共中央宣传部部长、延安马列学院院长。第二次国共内战时期，张闻天任中共合江省委书记、中共中央东北局宣传部部长、中共辽东省委书记。中华人民共和国建国后，张闻天主要从事外交工作，曾任中华人民共和国驻苏联大使、中华人民共和国外交部第一副部长等职务。1959年，张闻天被划为“彭德怀反党集团”成员，受到批判，改而从事社会主义经济建设理论的研究。张闻天于文化大革命中被批斗，文革结束前病逝。

## 生平

### 早年生涯
清光绪二十六年（1900年）8月30日，张闻天出生于江苏南汇祝桥镇邓三村张家宅。张闻天的先祖在北宋末年为躲避战乱从清河郡迁徙至浦东。明朝永乐年间，明成祖实行驱富民填燕京的政策，张氏族人大多迁往北京，只有张仲清在利造桥隐居下来，并成为当地张姓家族的始祖:1。张闻天的祖父张祥福、父亲张芹梅皆为农民，母亲金甜花曾进过私塾，张闻天是家中长子。给张起名的是同村长辈张桂唐，取《诗经》中“鹤鸣于九皋，声闻于天”之意，为其起名“应皋”（也作“荫皋”），字“闻天”:2。张闻天早年先后在族侗私塾、康家宅小学和惠南小学读书。1915年，考入江苏省立水产学校（吴淞水产学校），学习两年后，因身体无法适应学校环境而转出:9。1917年，入南京河海工程专门学校。此时，张闻天接触到了《新青年》，思想开始倾向革命:13。
五四运动爆发后，张闻天参加学生运动:13，并开始从事文艺创作和翻译，后在南京加入少年中国学会:20。1920年7月，张闻天与沈泽民一同留学日本，学习日语并自学哲学及其他社会科学书籍:23-24。1921年1月，张闻天回国，8月任中华书局编辑，与左舜生、田汉、李达、何叔衡为同事:28。1922年1月5日，张闻天发表《中国底乱源及其解决》:30。文章说：“我们对于这种不合理的社会，早感到不安，不过用什么方法去改造呢?应该改造成什么样呢？无抵抗主义呢？反抗主义呢？无政府主义呢？社会主义呢？如江河流水，不绝地引起我的烦闷。但永久不决是不能生活的。那么，取其长，舍其短，自然不能不走社会主义一条路了。”
1922年8月，张闻天自费赴美国加利福尼亚大学伯克利分校留学，曾选过几门课程，但不是正式学生:40。张闻天于1924年1月回国，继续任中华书局编辑:45。10月，张闻天受少年中国学会成都分会之邀，入川担任重庆第二女子师范学校英文教员，与萧楚女、楊闇公为同事:53。1925年5月，张闻天因宣扬革命思想，与萧楚女、廖划平一起被重庆卫戍司令王陵基勒令离川，返上海:62。6月，张闻天经沈泽民、董亦湘介绍加入中国共产党:64。10月，赴莫斯科中山大学学习:69。
1928年初，中山大学少共支部局一些人对学校支部局工作不满。校支部局以无视党的领导为名，给他们扣上了“先锋主义”帽子，并重新改组少共支部。当时苏联内部的两派斗争在1928年夏形成高峰，因此召开了十天会议去讨论学校支部局的工作，当时苏共区委书记芬可夫斯基压阵支持学校支部局:60，虽然遭到多数学生反对，但在博古等少数派支持下，仍然通过表决，支持学校支部局工作。会后，因拥护支部局的一派骄傲起来，反对派起名绰号“二十八个半布尔什维克”:62，张闻天为其中之一。
1928年9月，张闻天进入红色教授学院学习:78。1930年5月19日，张闻天发表《论两条路线的斗争》，文章指出，各国共产党不仅要反对党内的右倾，也要反对党内的左倾:83。这篇文章被认为是针对李立三与“立三路线”:84。

### 第一次国共内战时期
1931年2月，张闻天回到上海，不久担任中共中央宣传部部长:88。同年9月，成立临时中央，临时中央政治局由博古、张闻天、卢福坦、李竹生、康生、陈云、黄平、刘少奇、王云程等九人组成；博古、张闻天、卢福坦为常委:85。1932年1月，一二八事变发生后，张闻天受阶级斗争思维模式干扰，指斥十九路军将领是反动的、反革命的“抗日军阀”，提出党的策略是“拥护士兵自动抗日的斗争，而反对他们的长官，利用一切机会揭破这些长官的欺骗”；号召革命的士兵与民众联合起来，把军阀的武装变为民众的武装，甚至认为“要作战胜利必须杀掉他们反动的长官”:98。
1932年12月，上海地下党再次遭到破坏:106。政治局常委卢福坦等被捕变节，致使张闻天、陈云等险些被捕。博古在请示共产国际后，决定整体迁移中央首脑机关进入江西中央苏区:99-100。1933年1月，张闻天随临时中央迁入中央苏区，任苏区中央局宣传部长:107、瑞金工农民主政府主席等。
当时恰逢国民政府准备第四次围剿战争，蒋介石亲自挂帅进攻，博古同时召开中共中央局会议，主张坚守阵地。这一主张遭到了中共福建省委代理书记罗明的上书反对，认为民众没有实力抵御长期的阵地战、应当继续游击战:431，且直言中央局的决议“空洞说教”:110-111。博古读后勃然大怒并起草《中央局关于闽粤赣省委的决定》，指责罗明为主的“机会主义”（罗明主义），并随后开展反罗明路线运动，大量基层和前线干部被牵连撤职。1933年2月18日，张闻天在中共中央机关刊物《斗争》上发表《什么是罗明同志的机会主义路线》一文，被认为是具有定调子的作用:250-251。此后，博古批判“江西的罗明路线”，张闻天又发表《罗明路线在江西》:253、《火力向着右倾机会主义》:258等文章，支持博古的行动。在这些运动中，包括张鼎丞、刘晓、邓小平、毛泽覃、谢维俊、古柏、何叔衡等人均被牵连:111。
1934年1月，在中共六届五中全会上当选为中共中央政治局委员、中共中央书记处书记。2月，在中华苏维埃二大上当选为中央政府人民委员会主席:124。广昌失守后，张闻天在中革军委一次会议上批评博古、李德等人的军事指挥，开始与他们产生隔阂:122。1934年8月，中央苏区机关驻地沙洲坝遭国民党轰炸，中央机关被迫搬迁至瑞金云石山。此后，张闻天开始与毛泽东交流、接近:126。

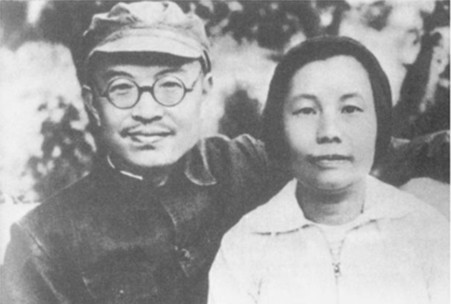
1935年红军長征到达陕北后，张闻天与刘英结婚

1934年10月，张闻天参加长征，与毛泽东、王稼祥等同编入军委第二纵队:130。三人在行军途中多次交流，结成同盟，共同反对博古、李德:131。1935年1月15日至17日，红一方面军长征途中占领了贵州遵义，於是順道於當地举行會議，地點在遵义城琵琶桥（后改名子尹路，又改称红旗路）东侧87号柏辉章公馆。会议上博古率先作报告，检讨第五次反围剿战役的军事指挥错误，但主要是客观条件的困难:135。周恩来随后做副报告，称是军事领导战略战术错误，并主动承担责任:137。紧接着，张闻天在会上作反对中央单纯防御军事路线的报告。随后毛泽东作长篇发言，指出导致第五次反围剿战役失利和大转移严重损失的原因是军事上的单纯防御路线，表现为进攻时的冒险主义、防御时的保守主义和突围时的保守主义:136。这个发言的提纲是毛泽东与王稼祥、张闻天在先前拟好的。随即，王稼祥、朱德、刘少奇纷纷表示赞同。会议召开三日，最终决定取消原来的三人团（博古、李德、周恩来）领导:139，由朱德和周恩来为军事指挥者，增补毛泽东为中共中央政治局常委，毛泽东恢复了对红军的指挥权:138。
2月5日，红军进抵贵州毕节林口镇鸡鸣三省村，在这里召开政治局会议:135。毛泽东此时对周恩来称“应该让洛甫做一个时期”，于是张闻天取代博古担任中共中央总书记:433，在常委分工中“负总的责任”。5月12日，张闻天主持会理会议:151。1935年6月红一、四方面军会师后，张闻天支持毛泽东的北上路线，反对张国焘的南下路线，随军到达陕北:169。为此，张国焘在另立中央时，宣布“开除”毛周洛博的党籍:202。1935年12月，张闻天主持瓦窑堡会议。
1936年，红军进行东征、西征，在此期间，张闻天与毛泽东、周恩来等合作，将推进抗日民族统一战线置于中共的工作重心:186。12月西安事變发生后，張聞天在保安窯洞主持召開應對事變的會議，在會上毛澤東提出要“審蔣”、“除蔣”，而張聞天主張“不採取與南京對立方針，不組織與南京對立方式”、“盡量爭取南京政府正統，聯合非蔣係隊伍”。最後在斯大林的壓力下，西安事變和平解決。1937年1月，张闻天秘密前往西安，与周恩来、博古等商议办法。

### 抗日战争时期

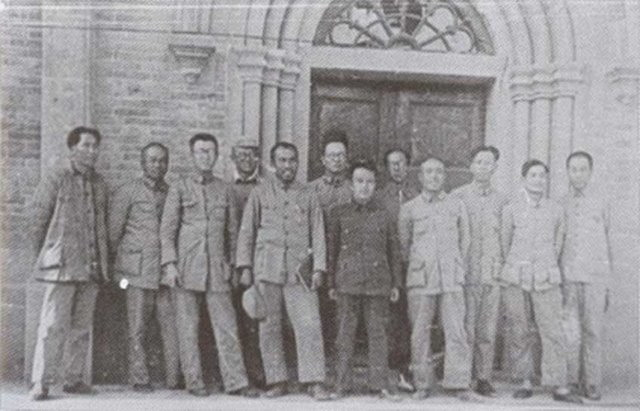
1938年秋，中共六屆六中全會主席团成员合影，左起毛澤東、彭德懷、王稼祥、張聞天、朱德、博古、王明、康生、項英、劉少奇、陳雲、周恩來

中日全面战争爆发后，1937年8月，中共中央在陕西洛川冯家村召开政治局扩大会议，张闻天主持会议，并作国内外政治形势的分析报告，提出坚持抗日十大纲领，反对民族失败主义:245-246。1937年11月底，王明、陈云、康生由莫斯科回到延安:254。张闻天主持12月政治局会议，会上，张闻天在会上作了《目前的政治形势与党的任务》的报告。该会议按共产国际还有斯大林的临行交代，改组书记处，增补王明、陈云和康生为书记，实行集体领导。之后，中央决定，由张闻天主党，毛泽东主军，王明主统战，形成三驾马车式格局:257。1938年，张闻天曾反对毛泽东与江青结婚。
中共六届六中全会后，张闻天实际上从最高领导人的地位上退下:268，改为负责宣传工作和干部教育:429，任中共中央书记处书记兼中央宣传部部长、马列学院院长:272、西北工作委员会主任、《解放》周刊主要负责人、《共产党人》编辑等职务。1941年皖南事变后，张闻天多次检讨过去的左倾错误:300。

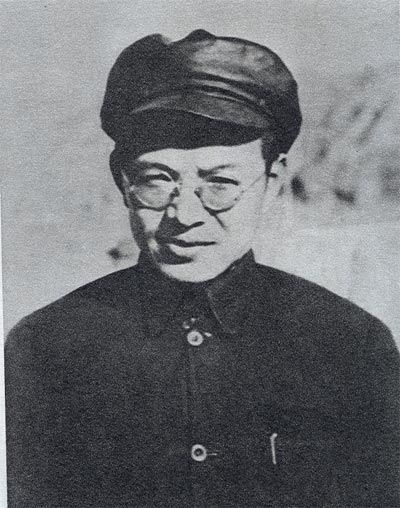
张闻天，可能摄于抗战时期

1942年2月，毛泽东发动延安整风运动，反对主观主义以整顿学风，反对宗派主义以整顿党风，反对党八股以整顿文风，打击以王明为首的国际派，使马克思主义中国化，学习毛泽东思想:478。其中，“党八股”一词为张闻天首创:434。期间，张闻天响应毛泽东的号召，到陕北和晋西北农村作了一年多的农村调查，写出了《出发归来记》:302-310。1943年3月，张闻天调查结束归来后出席中央政治局会议，在会上中共中央改组，设立中央书记处主席一职，由毛泽东担任，由此确立毛的一元化领导。此后，张闻天任中央组织委员会委员:431，并从事陕北地区经济发展状况调查、研究国内外形势和主编党内刊物《参考资料》。1945年6月，在延安举行的中共七大上当选为中共中央政治局委员:319，并担任中央政治研究室主任。

### 第二次国共内战时期

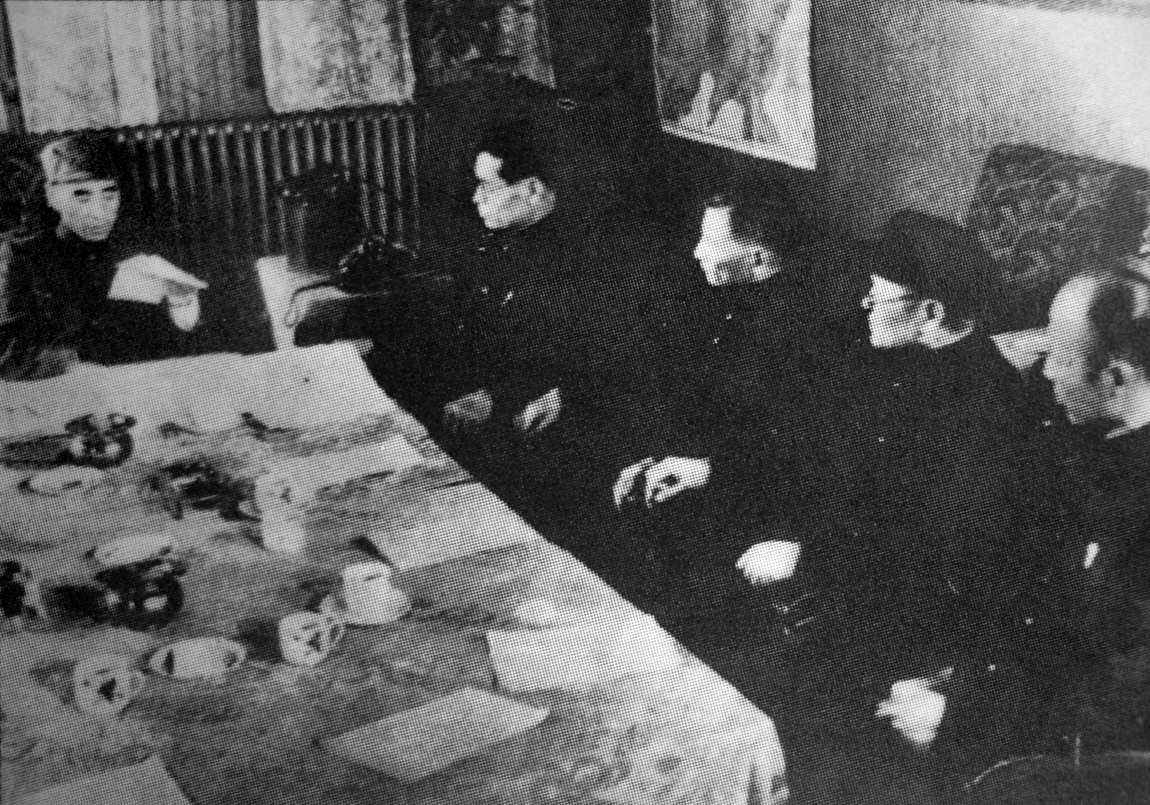
1946年，中共中央东北局扩大会议。左起：林彪、高岗、陈云、张闻天、吕正操

抗日战争胜利后，张闻天主动要求到东北从事地方工作。1945年10月22日，张闻天与高岗、李富春、王鹤寿、凯丰、陈光、朱瑞等乘坐美军调停小组的飞机前往邯郸，于11月22日到沈阳。此后，张闻天等被派到北满。在陈云主持下，他参与起草并与陈云、高岗联名向中央发出电报，建议东北工作方针应是及早将武装力量和干部分散到广大农村和中小城市，建立巩固的根据地，而不应将注意力过多集中于大城市。12月，张闻天出任中共合江省省委书记。由于当时合江省土匪众多，阻碍交通要道，故张闻天先在宁安县从事社会调查:324-327，合江军区司令员方强则化装前往佳木斯:191。
1946年5月，张闻天到佳木斯正式上任:327。此后，主持合江地方政权建设、剿匪、土地改革等工作，后又兼任合江军区政治委员。1946年7月3-11日，出席在哈尔滨召开的东北局扩大会议，这个会议通过了《七七决议》。1947年，在东北土地改革运动中，出现了“左”的倾向，发生“扫堂子”等过激行为:360-363。对此，张闻天下令合江地区的报纸禁止转载“扫堂子”的经验:336:364，并保护合江工商业，起草《在平分土地运动中保护工商业的指示》:365。
1948年5月，张闻天任中共中央东北局常委兼组织部长，并任东北财政经济委员会副主任:341。在此期间，张闻天起草《关于东北经济构成及经济建设基本方针的提纲》，提出“五种经济成分”思想:342-345。《提纲》受到毛泽东肯定，并将其转发全党，作为各解放区经济建设的方针:346。1949年3月，出席中共七届二中全会:347。4月，调任辽东省省委书记、辽东军区政治委员，组织发展生产、改善人民生活等工作:348。

### 中华人民共和国成立后

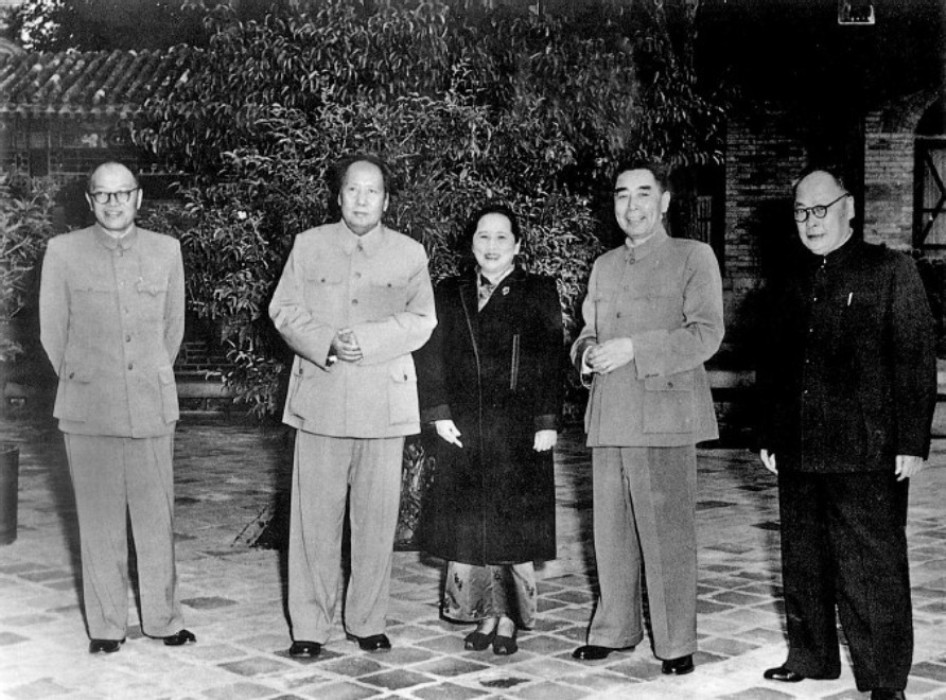
1956年10月，张闻天、毛泽东、宋庆龄、周恩来、陈毅（从左至右）在北京中南海。

1950年1月20日，张闻天任中华人民共和国出席联合国安理会首席代表:361，因中华人民共和国未取得席位而未赴任:105。1951年4月，张闻天任中国驻苏联大使:106。张闻天注意研究國際問題，積極向中央提出形勢分析和政策建議，如1951年提出朝鲜战争第一次停戰談判問題報告，受到中央重視。1954年，与总理兼外长周恩来等出席日内瓦会议:378:117。9月，出席第一届全国人民代表大会第一次会议，当选第一届全国人大常委会委员:499。1955年1月回国，任中华人民共和国外交部第一副部长，协助周恩来领导外交工作。1956年9月中共八大上当选为中共中央政治局候补委员:500。
1959年，张闻天参加庐山会议:401。7月14日，中共中央军委副主席、国务院副总理兼国防部部长彭德怀给中国共产党中央委员会主席毛泽东写信，信中彭德怀指出了“大跃进”的问题:358-361。7月19日，中国人民解放军总参谋长黄克诚和中共湖南省委第一书记周小舟发言支持彭德怀:363-364。7月21日，张闻天作了三个小时发言，用了更精确的理论术语批评大跃进、人民公社化的左倾错误，主张发扬党内民主，支持彭德怀:413-419，张闻天强调应多从思想观点、方法、作风上探讨产生缺点错误的原因，反对不讲条件、不合乎实际的“主观主义、片面性”，“一定要按经济规律办事，不能光凭主观愿望，光凭政治上的要求”，在党内民主作风上，“要造成一种生龙活虎、心情舒畅的局面，才会有战斗力”，为此领导上要“造成一种风气、环境，使得下面敢于提意见”。随后，原本主张“纠左”的毛澤東转而批判“彭、黄、张、周反党集团”:424，张闻天被毛泽东归类为“右倾机会主义”分子、“彭、黄、张、周反党集团”的重要成员。会议后，“反右倾运动”再次展开，张闻天在全国外事工作会议上被进一步批判，被免去外交部副部长职务。
1960年11月12日，到中国科学院哲学社会科学部经济研究所担任特约研究员，从事社会主义经济建设理论的研究:430。1962年1月，出席七千人大会，担任大会主席团成员:440。此后，前往江苏、浙江、上海、湖南等地进行社会调查:443-449。调查结束后，写出调查报告“集市贸易意见书”:450。中共八届十中全会上，毛泽东又批判彭德怀、张闻天、习仲勋等:453。会后，张闻天被剥夺了参加中央一切会议、阅读中央一切文件的权利:454。此后，又提出“生产关系两重性”理论:457。1966年10月1日，张闻天参加国庆庆典活动，登上天安门城楼与毛泽东交谈。
文化大革命时，张闻天受到迫害，与彭德怀同遭批斗。1968年5月17日起，张闻天在寓所内被“监护”:469。期间，张闻天与刘英被隔开。康生为获得对刘少奇不利的材料，派人要求张闻天对刘少奇负责“六十一人叛徒集团”案一事作证，但张闻天顶住了压力。1969年10月24日，张闻天化名张普，与其家人被下放到广东肇庆:472。九一三事件后，开始撰写一组后来被称为“肇庆文稿”的理论文章，批评极左路线和“文革”的错误，阐述对中国社会主义建设基本问题的看法。在文稿中写道，社会主义社会的任务，首先就是要发展生产力，“荒唐到把为人民群众物质利益而斗争的原则，也当作修正主义来咒骂，那就是不可容许的糊涂和欺骗！”针对“文革”中打倒一切的做法，他认为，把人民内部矛盾夸大为敌我矛盾，“给党造成极大的危害”。把持不同意见的同志诬陷为“党内资产阶级代理人”，“那更是混淆敌我，是对党的严重破坏”。1972年5月，中共中央决定恢复张闻天夫妇的工资待遇:484。此后，张闻天多次请求返回北京，但未被批准:486。1975年8月，张闻天迁居无锡:487。
1976年7月1日，张闻天在江苏无锡因心脏病猝发去世，終年76歲。1979年8月25日，中共中央在北京人民大会堂召开追悼张闻天大会。

## 评价
在中国共产党主流史学中，认为他作为中共中央的领导人，为中共立下了汗马功劳，因此对他的评价基本持正。毛泽东在延安时曾经对中央苏区时期的张闻天有过这样的评论：“张闻天在中央苏区是颇有影响的人物。这不只是因为他的地位和身份，还有他本身的因素。”1979年8月25日，中共中央在北京人民大会堂召开追悼张闻天大会，中共中央副主席邓小平致悼词，称张闻天“是我党的优秀党员，是我党在一个相当长时期的重要领导人”。次日人民日报发布的消息称张闻天是“中国共产党的优秀党员、老一辈无产阶级革命家”。江泽民1990年8月在给张闻天夫人刘英的信中说：“他对共产主义矢志不移的坚定信念，他的政治家的宽阔胸怀和学问家的谨严风范，他为人民利益而坚持真理、修正错误的崇高品德，他深入实际、实事求是、谦虚谨慎、艰苦朴素的优良作风，永远值得我们大家学习。”
曾任张闻天秘书的何方则将张闻天与陈独秀、胡耀邦相提并论，称赞三人能够“坚持五四运动传统、弘扬科学民主精神”、“能够成为中国人民的先觉和前驱”，并分析三人在党内的惨淡结局均为“中国封建传统的强大”所造成。
对于张闻天的负面评价，除庐山会议后受政治因素的影响外，主要是在延安整风时期。毛泽东在批判王明在十年内战时期的左倾错误时，认为张有责任，且张对承认错误有抵触情绪。毛认为张闻天一事不懂，偏要人家依，不依则打；说张不顾全大局，无自我批评精神。张闻天对刘少奇在1937年批评中央的路线错误相当不满，这也让毛泽东很不高兴。毛认为，在中央仍然存在一些历史遗留问题需要清理，因此有延安整风运动的发动。

## 著作
- 《张闻天早年文学作品》1983年人民文学出版社；1919-1925年的包括长篇小说《旅途》剧本《青春的梦》和诗文等。
- 《张闻天选集》1985年人民出版社，1931-1974年的70篇文稿。
- 《张闻天文集》共四卷，中共党史资料出版社，共收录268篇文稿
  - 第一卷1990出版，1919-1935年的55篇青年时代到中央总负责人的文稿。
  - 第二卷1993出版，1935-1938年的作为中央总负责人主持日常工作的文稿。
  - 第三卷1994出版，1939-1948年的离开中央总负责人岗位后的文稿。
  - 第四卷1995出版，1948-1974年的庐山会前外交工作，和庐山会后探索社会主义的文稿。
- 《张闻天晋陕调查文集》1994年中共党史出版社，收1942-1943年的13篇调查文稿。

## 家庭
张闻天18岁时，在父母的包办下与卫月莲结婚。二人共有两个女儿：大女儿张维英和二女儿张引娣。1928年，张闻天在苏联认识了安娜·列昂尼多夫娜·古尔宾斯卡娅，并与之相爱:80，二人育有一子。1931年张闻天回国后，古尔宾斯卡娅和她的儿子留在苏联，这个孩子于1941年死于战乱:87。
张闻天后在中央苏区结识了时任少共中央局巡视员的刘英。红军長征到达陕北后，张闻天与刘英结婚，二人有一子张虹生。刘英曾任中华人民共和国外交部部长助理、驻联合国经社理事会副代表，驻苏联大使馆参赞，外交部党委委员、部长助理兼人事司长，部监委书记等职务。文化大革命结束后，刘英先后当选全国政协委员、常委，中纪委委员等职务。2002年8月26日，刘英在北京逝世。
- 长女张维英[64]
- 次女张引娣：曾在外交部当打字员，后在上海一家自行车厂做普通职员[64]。
- 独生子张虹生（1939年冬-2020年11月6日[67]）：曾供职于新疆生产建设兵团，2001年从南京大学图书馆退休[64]。
- 1961年，张闻天和刘英收养一孤儿，这个孤儿现居北京[64]。

## 纪念
张闻天年少时在南汇的居所在2001年入选全国重点文物保护单位，被辟为纪念馆。他晚年在无锡的居所于2011年入选江苏省文物保护单位，也被辟为纪念馆。